# بنجامین پالنسیا
بنجامین پالنسیا (اسپانیایی: Benjamín Palencia‎; ۷ ژوئیهٔ ۱۸۹۴ – ۱۶ ژانویهٔ ۱۹۸۰) نقاش فراواقع‌گرایی اهل اسپانیا بود.